# Lay Your Hands on Me
«Lay Your Hands on Me» — песня американской рок-группы Bon Jovi c альбома 1988 года New Jersey. В августе следующего, 1989 года вышла как четвёртый сингл с него.
Песня достигла 7-го места в США (в чарте Billboard Hot 100) и 18-го места в Великобритании (в сингловом чарте UK Singles Chart).

## История создания песни
Джон Бон Джови и Ричи Самбора написали эту песню в студии во время записи группой альбома New Jersey. Как пишет сайт Songfacts, они обычно начинали писать песни с названия, но в этот раз песня началась с придуманного Самборой гитарного риффа.

## Видеоклип
Режиссёр видеоклипа — Уэйн Айшем. Он снял все клипы с альбома New Jersey и в целом большинство видеоклипов раннего периода истории группы Bon Jovi.
Видеоклип был сделан из кадров концертных выступлений группы Bon Jovi в рамках турне The Jersey Syndicate Tour (турне в поддержку альбома New Jersey). Использованы кадры из концертов в Tacoma Dome (Такома), в Вашингтоне и в Memorial Coliseum (Портленд, штат Орегон).